# PP-90
PP-90（ПП-90）は、ロシア製の折り畳み式短機関銃である。
"PP"とは、ロシア語で短機関銃を意味する"Пистолет-пулемёт"の略称"ПП"のラテン文字で表記したものである。

## 概要
PP-90は、ロシア内務省（MVD）職員の秘密携帯用として、1990年代初めにトゥーラ器械製造設計局で開発された。
1980年代にアメリカ合衆国で開発されたアレス FMG短機関銃の影響を強く受けているが、射撃準備をするのに時間がかかる（3-4秒）、信頼性にかける点で劣っているとされる。その結果、肝心の民警部署では、武器庫内に格納され、埃をかぶっている。また、本銃は、通常銃器にとって禁忌とされる不完全閉鎖状態での撃発を行うことで、ボルトの慣性を利用し反動と発射速度を減衰させる設計となっているとのことであるが、効果の程は定かでない。
改良型のPP-90Mは、単射も可能となっている。

## 登場作品

### アニメ
『フルメタル・パニック!』

### ゲーム
『サイフォンフィルター3』

『コール オブ デューティ ブラックオプス6』
「Sirin 9mm」として登場。

### 小説
『猟犬の旗』